# Wesley Schultz

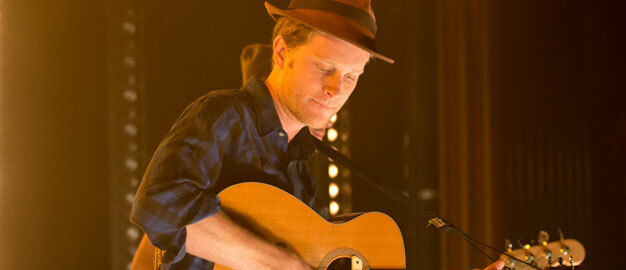
Wesley Schultz

Wesley Keith Schultz (sinh ngày 30 tháng 12 năm 1982)  là một nghệ sĩ guitar và là giọng ca chính của ban nhạc folk rock người Mỹ - The Lumineers.

## Cuộc đời và sự nghiệp
Schultz lớn lên ở Ramsey, New Jersey, là con trai của Judy Schultz, anh theo học trường Trung học Ramsey  và Đại học Richmond.
Lớn lên ở Ramsey, bạn thân nhất của Schultz là Josh Fraites. Fraites qua đời vì dùng ma túy quá liều vào năm 2002, ở tuổi 19. Sau cái chết của Josh, Schultz đã liên lạc với em trai của Josh là Jeremiah Fraites, một tay trống, và cả hai đã "tìm thấy niềm an ủi trong âm nhạc, sáng tác và kí các hợp đồng biểu diễn quanh New York." Cả hai đã đi lưu diễn dưới nhiều cái tên khác nhau bao gồm Wesley Jeremiah, và phát hành một EP cùng tên, trong đó cũng bao gồm một số bài hát trong tương lai của The Lumineers, "Flowers In Your Hair" và "Darlene".
Chán nản khi ban nhạc hoạt động không mấy thành công ở New York, ngoài ra còn phải vật lộn với các chi phí sinh hoạt đắt đỏ, Schultz và Fraites quyết định chuyển đến Denver, nơi họ có thể dành nhiều thời gian hơn cho việc phát triển âm nhạc và lưu diễn. Khi đến Denver, họ đặt quảng cáo trên Craigslist (một trang web quảng cáo) với tư cách là nghệ sĩ cello cổ điển. Neyla Pekarek đã phản hồi lại quảng cáo của họ và cuối cùng trở thành thành viên thứ ba của The Lumineers. Bộ ba đã dành cả năm tiếp theo để chơi các hợp đồng biểu diễn quanh Denver và lưu diễn toàn quốc với chi phí riêng.
Năm 2012, The Lumineers phát hành album đầu tiên của họ, The Lumineers. Ba bài hát trong album đó (tất cả đều do Schultz và Fraites đồng sáng tác) đã lọt vào bảng xếp hạng: "Ho Hey", "Stubborn Love" và "Submarines".
Vào năm 2013, ban nhạc đã phát hành thêm một phiên bản deluxe của album cùng tên của họ. Phiên bản này bổ sung thêm 5 bài hát mới, một video footage dài hơn 25 phút và booklet dài 28 trang.
Năm 2016, Schultz hát Honey Pie trong Beat Bugs tập 12b.
Năm 2016, The Lumineers phát hành album phòng thu thứ 2 mang tên Cleopatra. Các bài hát được viết trong 4 năm, sau khi album đầu tiên The Lumineers - được phát hành.
Năm 2019, The Lumineers phát hành album "III". Đây là album phòng thu thứ ba của họ. Tiêu đề album được giải thích rằng: album được trình bày trong ba chương, mỗi chương tập trung vào một nhân vật chính khác nhau của gia đình hư cấu, Sparks.
Vào ngày 25 tháng 10 năm 2020, Schultz thông báo rằng một album solo gồm 10 bài hát mang tên "Vignettes" sẽ được phát hành vào thứ Sáu, ngày 30 tháng 10. Trước đó anh ấy cũng đã phát hành một phiên bản của bài hát Bell Bottom Blues của Eric Clapton vào ngày 3 tháng 9, và bài hát này cũng sẽ có trong album.